# Commodore VIC-20
Commodore VIC-20 (в Германии: VC-20; в Японии: VIC-1001) — 8-битный домашний компьютер, выпускавшийся компанией Commodore Business Machines. VIC-20 был анонсирован в июне 1980 года, примерно через три года после выпуска Commodore PET. Это первый в мире компьютер, продажи которого превысили миллион экземпляров. Всего было реализовано более 2,5 миллионов компьютеров этой модели. В ходе конкурентной борьбы цена упала с 299,95 до 55 долларов (ниже себестоимости), но это с лихвой окупалось за счёт продаж программного обеспечения и аксессуаров.

## Технические характеристики
Commodore VIC-20 был оснащён 8-разрядным микропроцессором CSG/MOS 6502 с тактовой частотой 1,0227 МГц. В качестве видеоконтроллера и звукогенератора использовалась микросхема VIC (Video Interface Chip 6560/6561). VIC позволял отображать цветную графику с разрешением 176×184 пикселей или 23 строчки по 22 символа и воспроизводить трёхголосный звук в диапазоне трёх октав. Объём ОЗУ составлял 5,5 КБ, из которых пользователю было доступно 3583 байт, а 2 КБ использовалось для системных нужд, в частности для отображения видео. Выпускались картриджи для расширения памяти объёмом от 3 до 64 КБ. В 16 КБ ПЗУ был прошит интерпретатор Бейсика и KERNAL (операционная система низкого уровня).
К VIC-20 можно было подключать джойстик, принтер VIC 1515, VIC Modem и другие периферийные устройства. В качестве внешней памяти использовались картриджи, магнитофонные компакт-кассеты с фирменным накопителем Commodore Datasette или дисковод Commodore 1540 для дискет размером 5¼" объёмом около 170 КБ.

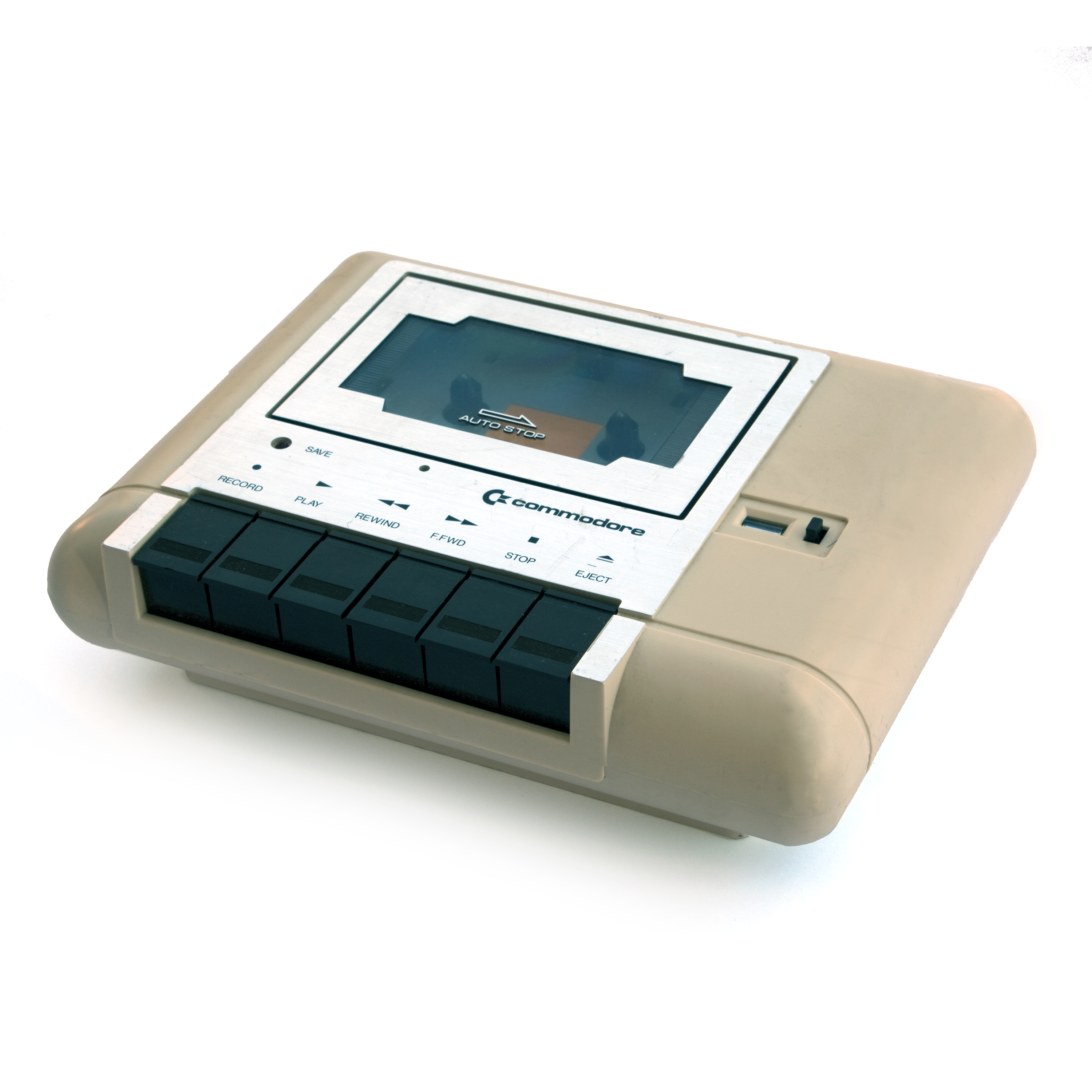
1530 Datasette
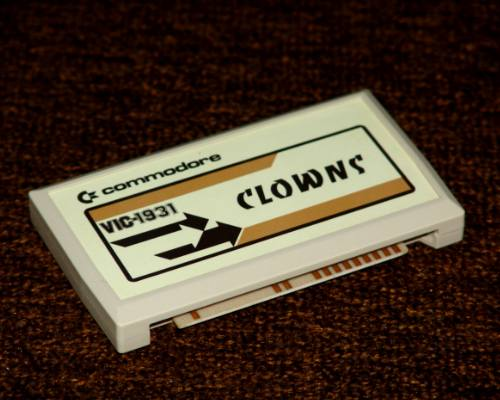
Картридж с программой
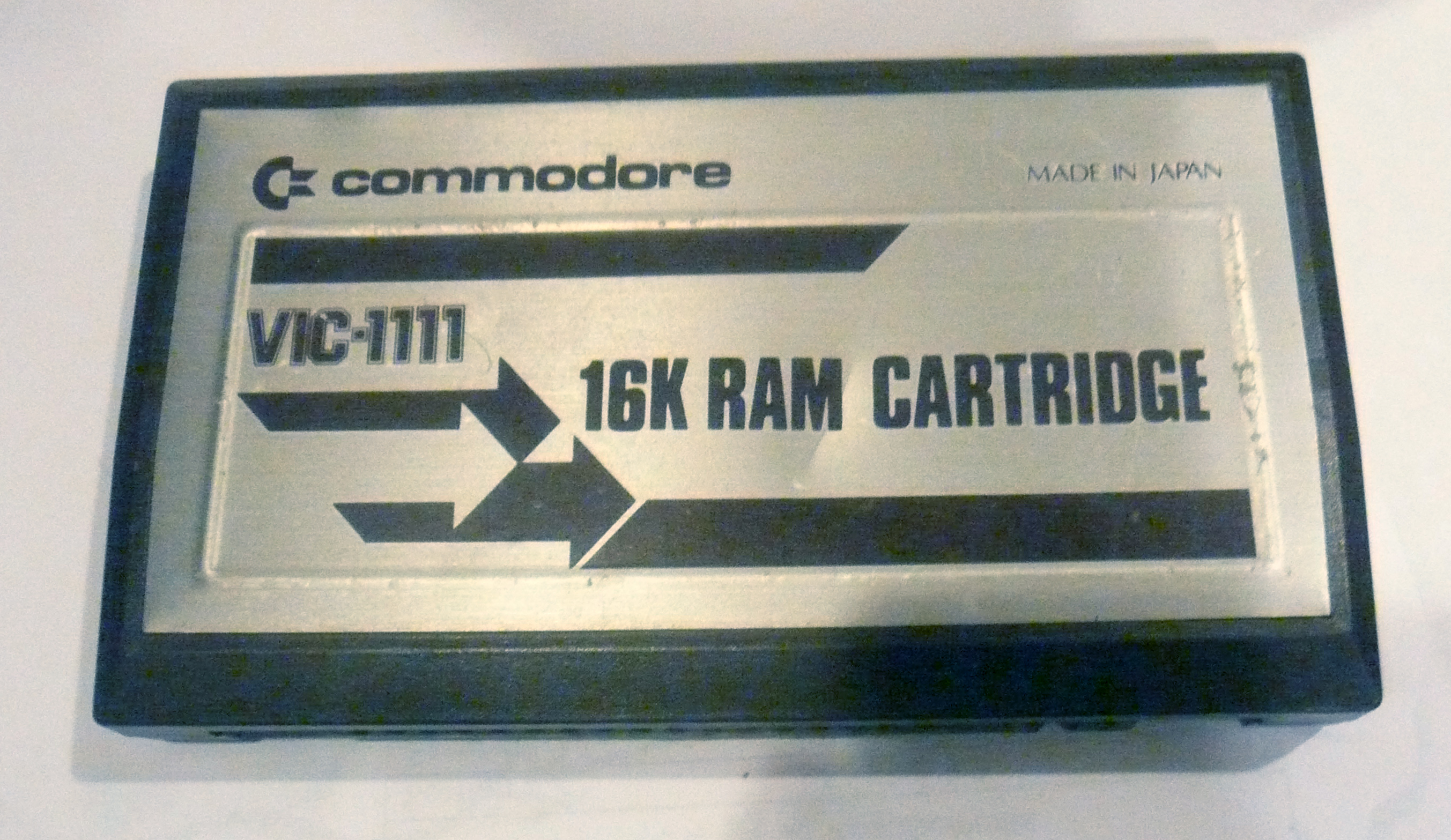
Картридж расширения ОЗУ на 16 КБ

## Интересные факты
- Известно, что Линус Торвальдс (создатель ядра Linux) учился на Commodore VIC-20 программированию[4].